# Khalkānlū
Khalkānlū (persiska: خلکانلو) är en ort i Iran.   Den ligger i provinsen Khorasan, i den nordöstra delen av landet, 700 km öster om huvudstaden Teheran. Khalkānlū ligger 1 568 meter över havet och antalet invånare är 745.
Terrängen runt Khalkānlū är huvudsakligen kuperad. Khalkānlū ligger nere i en dal. Runt Khalkānlū är det ganska glesbefolkat, med 38 invånare per kvadratkilometer. Närmaste större samhälle är Dāvodlī, 12,5 km sydväst om Khalkānlū. Omgivningarna runt Khalkānlū är i huvudsak ett öppet busklandskap.